# Glissement de terrain de Pantai Remis
Le Glissement de terrain de Pantai Remis est une chute de roche suivie d'une inondation qui s'est produit le 21 octobre 1993, près de Pantai Remis dans l'état de Perak en Malaisie. Le glissement de terrain a eu lieu dans un excavation à ciel ouvert d'étain (dans une région de l'État bien connue pour son industrie minière de l'étain) à proximité du Détroit de Malacca. Une séquence vidéo montre l'effondrement rapide de la partie de l'ouvrage la plus proche de la mer, permettant une inondation complète de la mine et formant une nouvelle crique mesurant approximativement 0.5 km².

## Vidéo YouTube
Une vidéo de l'événement a été mise en ligne sur YouTube le 17 mai 2007. La description qui l'accompagne en cantonais peut se traduire : 
"Cette année-là, j'ai reçu un appel du propriétaire d'une mine d'étain. Il a dit que sa mine, qui fonctionnait depuis quelques décennies, était sur le point de s'effondrer. Je me suis précipité sur les lieux avec ma caméra vidéo et j'ai attendu quelques heures. Enfin, j'ai pris ces images précieuses. Bien que les images n'aient duré que quelques minutes, elles sont assez horriblement excitantes. J'espère que cette vidéo vous permettra tous d'apprécier la conséquence de la ruine de notre environnement".
Prof. Dave Petley, titulaire de la Chaire Wilson sur les dangers et les risques au Département de géographie de l'Université de Durham, en Angleterre, fondateur et directeur de l'International Landslide Centre, a décrit l'enregistrement comme la meilleure vidéo de glissement de terrain qu'il ait jamais vue, malgré sa faible résolution.